# Кізя (Золочівський район)
Кі́зя — село в Україні, у Бродівській міській громаді Золочівського району Львівської області. Населення - 26 осіб.

## Назва
У 1989 р. назву села Коз'я було змінено на одну літеру.
19 вересня 2024 року Верховна Рада підтримала перейменування села Кіз'я на Кізя. 26 вересня 2024 року перейменування набуло чинності.

## Розташування
Відстань до центру громади становить 25 км, що проходить автошляхом місцевого значення. Відстань до найближчої залізничної станції Броди становить 25 км.
Колишній орган місцевого самоврядування — Комарівська сільська рада, якій підпорядковуються села Кізя, Антося, Комарівка, Корсів, Митниця. Населення — 61 особа.

## Історія
12 червня 2020 року, відповідно до розпорядження Кабінету Міністрів України № 718-р «Про визначення адміністративних центрів та затвердження територій територіальних громад Львівської області», село увійшло до складу Бродівської міської громади.
19 липня 2020 року, в результаті адміністративно-територіальної реформи та ліквідації Бродівського району, село увійшло до складу новоствореного Золочівського району.